# Edward Niño Hernández
Edward Niño Hernández é um homem colombiano que foi oficialmente declarado o homem mais baixo do mundo de 4 de setembro de 2010 a 14 de outubro do mesmo ano, pelo Guinness World Records. Aos 24 anos, Hernandez tinha 70,21 cm (2 ft 3½ in) de altura e pesava 10 kg (22 lb). Ele atualmente vive em Bogotá, Colômbia.
Hernández apareceu no programa de TV de Susana Giménez na Argentina.
O recordista anterior, o chinês He Pingping, era 4,4 centímetros mais alto e morreu em 13 de março de 2010 em Roma, Itália. O "reinado" de Hernández acabou em 14 de outubro de 2010, quando Khagendra Thapa Magar do Nepal, com 67 cm de altura, completou 18 anos.